# Sargà
|  | Per a altres significats, vegeu «Sarga». |

Sargà (en rus: Сагра) és un poble (un possiólok) de l'óblast de Sverdlovsk, a Rússia, segons el cens del 2010 tenia 267 habitants.